# Резонансный структурный анализ
Резонансный структурный анализ - метод исследования атомной и магнитной структуры твёрдых тел при помощи использования эффекта Мёссбауэра. Исследование электронных состояний в кристалле данным методом основано на том, что изомерный сдвиг линии спектра источника и поглотителя определяется разностью электронной плотности на ядрах источника и поглотителя. Определение величины и ориентировки электрических и магнитных полей в кристаллах данным методом основано на влиянии электрических и магнитных полей кристалла на квадрупольный момент ядер. Характеристическими величинами при резонансном структурном анализе являются изомерный сдвиг линии поглощения, квадрупольное расщепление линии и значение величины внутреннего эффективного поля на ядрах резонансного изотопа.  